# Rejectaria anysis
Rejectaria anysis är en fjärilsart som beskrevs av Druce 1891. Rejectaria anysis ingår i släktet Rejectaria och familjen nattflyn. Inga underarter finns listade.